# Bernardo de la Torre
Bernardo de la Torre (... – 1545?) è stato un navigatore ed esploratore spagnolo.
Nel 1543 salpò dal Messico con la spedizione di Ruy López de Villalobos, che attraversò l'Oceano Pacifico giungendo all'isola di Mindanao nelle attuali Filippine. Villalobos, desiderando scoprire la via del ritorno al Messico, rinviò Bernardo de la Torre alla base di partenza al comando della nave San Juan de Letrán.
Nel corso del suo viaggio de la Torre scoprì l'attuale isola di Okinotorishima (che chiamò Parece Vela), probabilmente anche l'isola Marcus (l'attuale Minami Torishima) e alcune delle Isole Bonin (Ogasawara), che chiamò islas del Arzobispo (isole dell'arcivescovo), le isole Vulcano, che chiamò Los Volcanes, e l'isola di Iwo Jima.
Secondo alcuni fu Bernardo de la Torre colui che cambiò il nome alle allora note come Islas de Poniente con quello di isole Filippine, in onore del Principe delle Asturie, poi re Filippo II di Spagna. Inoltre fu il primo europeo a circumnavigare l'isola di Mindanao.
La cronaca delle sue esplorazioni fu citata da Juan de Gaetano nella sua opera Viaje a las islas de Poniente (Viaggio nelle isole di Ponente), nel 1546.